# قائمة فوربس للمليارديرات في 2011
هذه قائمة فوربس للمليارديرات 2011 منشورة من قبل مجلة فوربس الأمريكية لسنة 2011، و هذه المجلة تجمع مليارديرات الأرض، بإستثناء أفراد العائلات المالكة (إلا إذا كانت مصادر أموالهم خاصة)، و تصنف أموالهم بالمليار دولار أمريكي.

أغنى 5 أشخاص في العالم
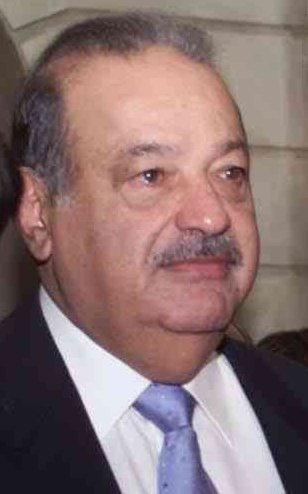
كارلوس سليم حلو (المكسيك)
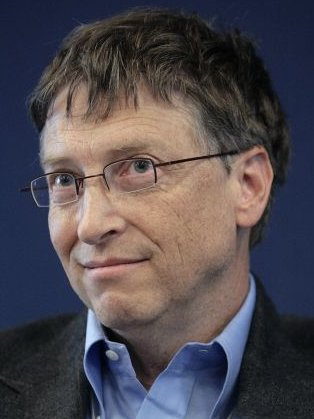
بيل غيتس (الولايات المتحدة)
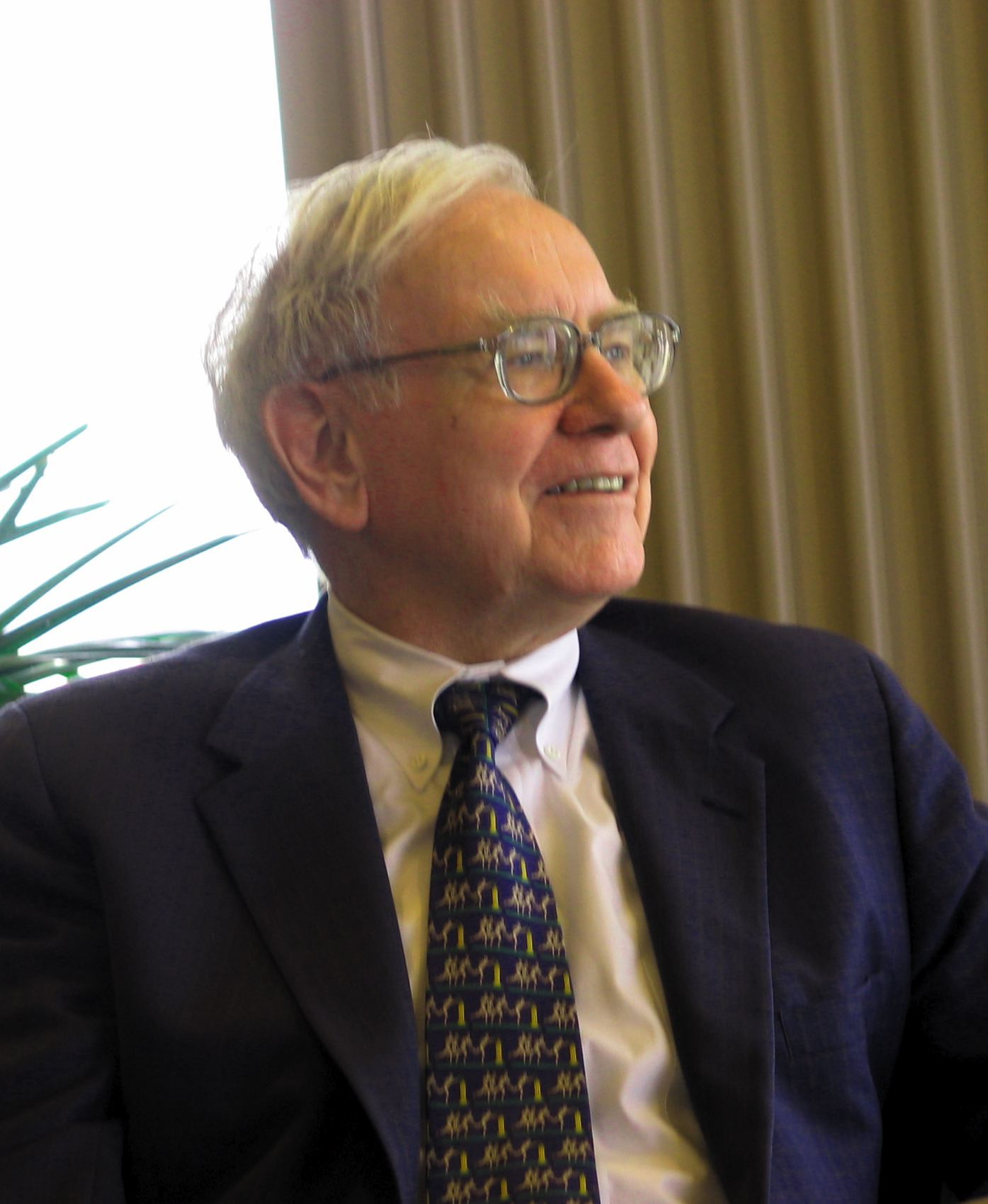
وارن بافت (الولايات المتحدة)
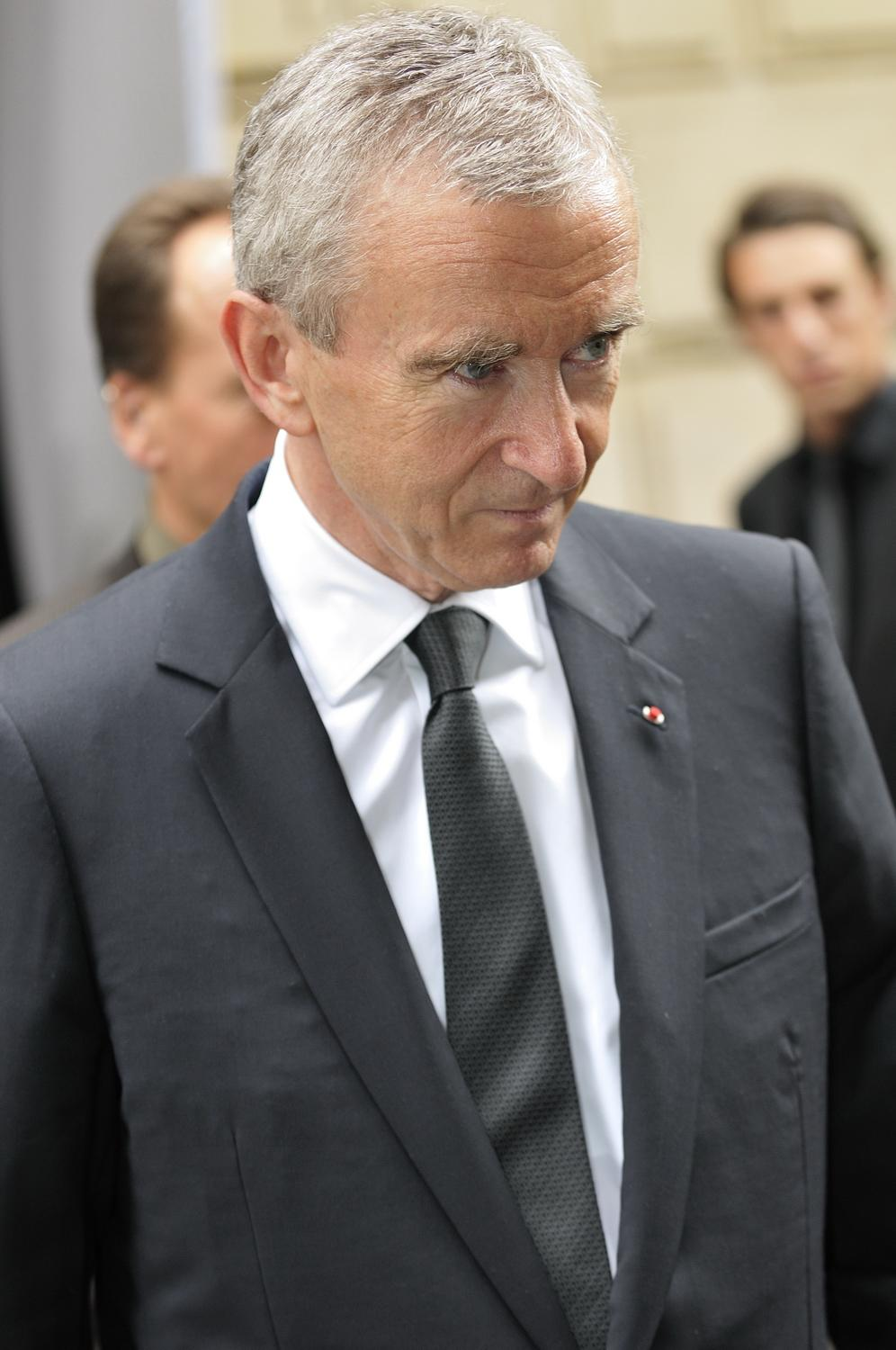
برنارد أرنولت (فرنسا)
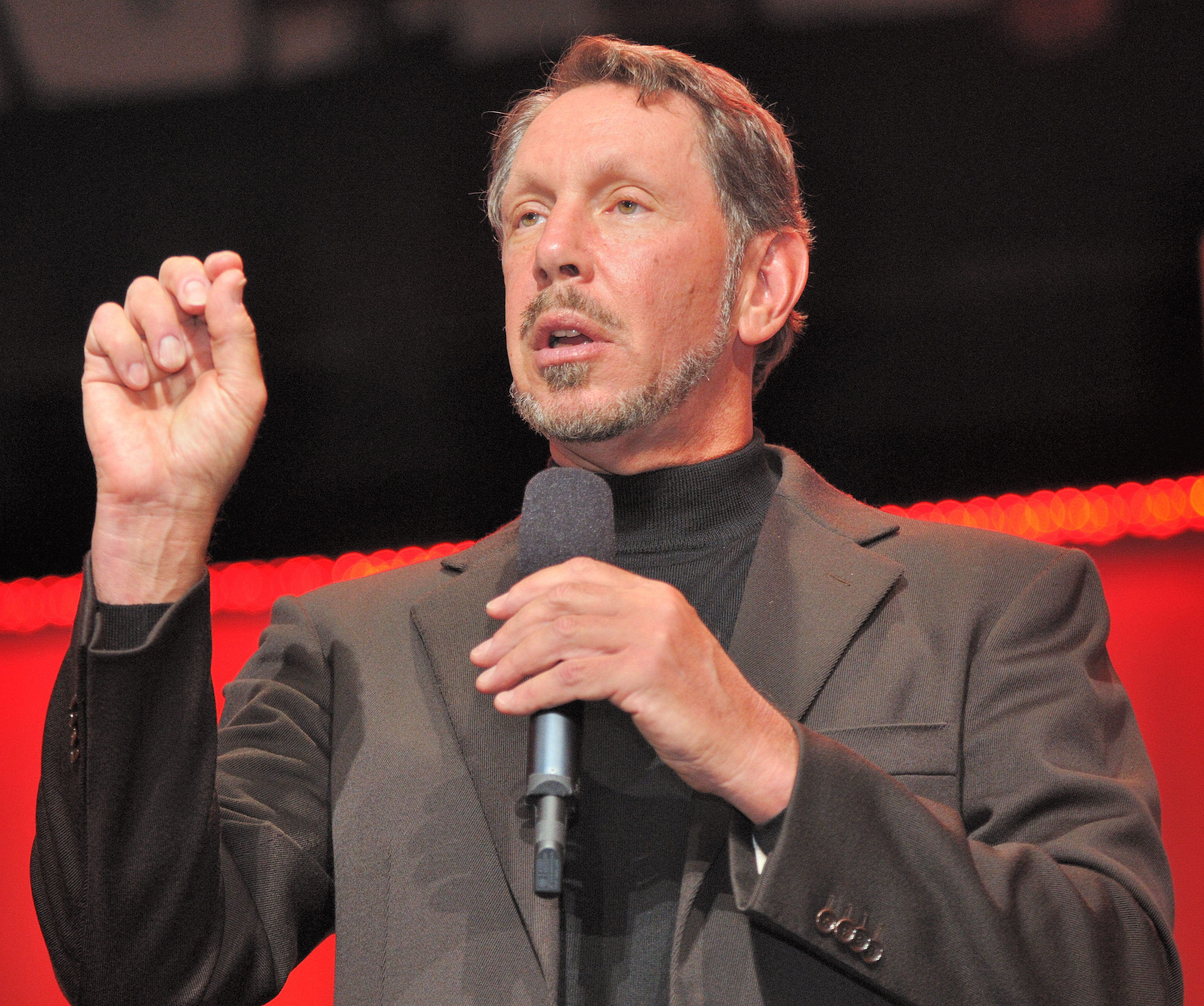
لاري إليسون (الولايات المتحدة)

## أغنى أغنياء العالم
هذه قائمة أغنى أغنياء العالم (المليرديرات) كما هي في 10 مارس 2011، و هي لا تشمل أي تعديل بعد هذا التاريخ. تحتوي قائمة هذه السنة على 1210 اسمًا.
| Legend | Legend                          |
| الرمز  | الشرح                           |
| ------ | ------------------------------- |
|        | لم يتغير من قائمة 2010.         |
| ▲      | أرتفع في الترتيب من قائمة 2010. |
| ▼      | أنخفض في الترتيب من قائمة 2010. |

| الترتيب | الاسم                 | القيمة الصافية (دولار أمريكي) | العمر | الجنسية          | مصادر الثروة                     |
| ------- | --------------------- | ----------------------------- | ----- | ---------------- | -------------------------------- |
| 1       | كارلوس سليم           | 74.0 مليار دولار أمريكي ▲     | 71    | المكسيك          | تلمكس، أمريكا موفيل، جروبو كارسو |
| 2       | بيل غيتس              | 56.0 مليار دولار أمريكي ▲     | 56    | الولايات المتحدة | مايكروسوفت                       |
| 3       | وارن بافت             | 50.0 مليار دولار أمريكي ▲     | 81    | الولايات المتحدة | بيركشير هاثاواي                  |
| 4 ▲     | برنارد أرنولت         | 41.0 مليار دولار أمريكي ▲     | 62    | فرنسا            | إل في إم إتش                     |
| 5 ▲     | لاري إليسون           | 39.5 مليار دولار أمريكي ▲     | 66    | الولايات المتحدة | أوراكل                           |
| 6 ▼     | لاكشمي ميتال          | 31.1 مليار دولار أمريكي ▲     | 60    | الهند            | آرسيلور ميتال                    |
| 7 ▲     | أمانسيو أورتيجا جاونا | 31.0 مليار دولار أمريكي ▲     | 74    | إسبانيا          | مجموعة إنديتكس                   |
| 8       | إيك باتيستا           | 30.0 مليار دولار أمريكي ▲     | 53    | البرازيل         | مجموعة إي بي إكس                 |
| 9 ▼     | موكيش أمباني          | 27.0 مليار دولار أمريكي ▼     | 53    | الهند            | ريلاينس                          |
| 10 ▲    | كريستي والتون         | 26.5 مليار دولار أمريكي ▲     | 55    | الولايات المتحدة | وول مارت                         |

## مقالات ذات صلة
- قائمة رؤساء الدول والحكومات حسب الثروة الإجمالية